# Тіна Далакішвілі
Тінатін (Тіна) Далакішвілі (нар. 2 лютого 1991, Тбілісі) — грузинська акторка та модель.

## Біографія
Народилася 2 лютого 1991 року в Тбілісі. Її ім'я в перекладі з грузинської означає «сонячний промінь». За професією — ландшафтна дизайнерка. Акторської освіти не має.
У 17 років почала модельну кар'єру. Вона знялася в кількох рекламних роликах, де її помітили режисери грузинського кіно. Зіграла в кількох короткометражках. У 2010 дебютувала в повнометражному фільмі — трилері «Сезон» Дато Борчхідзе. Першу популярність їй принесла роль Лесі в романтичній комедії Резо Гігінешвілі «Любов з акцентом». Далакішвілі потрапила в проєкт практично в останній момент, адже спочатку Лесю повинна була грати Оксана Акіньшина.
У фільмі Гігінешвіли її помітила режисерка Ганна Мелікян, яка спеціально прилетіла познайомитися з молодою акторкою в Грузії. У фільмі Г. Мелікян «Зірка» Далакішвілі зіграла головну роль.

## Фільмографія
- Сезон (2010) — Еле
- Подружки моєї дружини (англ.)  (2011) — Анукі
- Любов з акцентом (2012) — Леся
- Ірандам Лагам (2013) — Амма
- Тбілісі, я люблю тебе (2014) — Ніні
- Зірка (2014) — Маша
- Квартет (2016) — Поліна
- Заручники (2017) — Ганна
- Про любов. Тільки для дорослих (2017) — Тетяна[7]
- Яна+Янко (2017) — Злата
- Ебігейл (2019) — Ебігейл Фостер[8]
- Евакуація 2 (2023) — Кетеван

## Нагороди та номінації
- X Міжнародний кінофестиваль «Євразія» — приз за найкращу жіночу роль («Зірка»)[9]
- V Одеський міжнародний кінофестиваль — спеціальна нагорода «За блискучу акторську гру» («Зірка»)[10]